# Syloti nagri

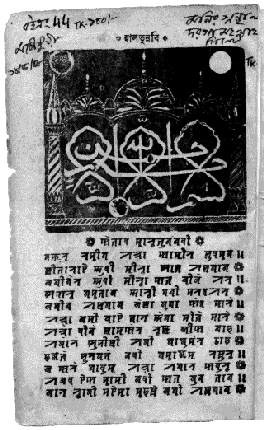
Omslaget på en syloti-språkig 1800-talsbok med Syloti nagri.

Syloti nagri (ꠍꠤꠟꠐꠤ ꠘꠣꠉꠞꠤ Silôṭi Nagôri) eller Sylheti Nagari är ett skriftsystem som används för att skriva syloti, ett indoariskt språk som är nära besläktat med bengali och assamesiska. Skriften är nästan utdöd och numera skrivs språket med bengaliskrift.

## Beskrivning
Liksom andra skriftsystem i brahmifamiljen så är syloti nagri en abugida vilket innebär att varje konsonant har en medföljande vokal (i det här fallet ô). Vokalen kan ändras eller avlägsnas genom att konsonanten förses med diakritiska tecken.

### Vokaler
| Fristående | Med ꠇ (k) | Transkription |
| ---------- | --------- | ------------- |
| ꠀ          | ꠇꠣ         | a             |
| ꠁ          | ꠇꠤ         | i             |
| ꠃ          | ꠇꠥ         | u             |
| ꠄ          | ꠇꠦ         | e             |
| ꠅ          | ꠇ         | ô             |
|            | ꠇꠧ         | o             |

Vokaltecknet för o är en relativt ny uppfinning som ibland används för att markera ett långt o i slutet av ett ord. 

### Konsonanter
| Tecken | Tr. | Tecken | Tr. | Tecken | Tr. | Tecken | Tr. | Tecken | Tr. |
| ------ | --- | ------ | --- | ------ | --- | ------ | --- | ------ | --- |
| ꠇ      | k   | ꠈ      | kh  | ꠉ      | g   | ꠊ      | gh  |        |     |
| ꠌ      | c   | ꠍ      | ch  | ꠎ      | j   | ꠏ      | jh  |        |     |
| ꠐ      | ṭ   | ꠑ      | ṭh  | ꠒ      | ḍ   | ꠓ      | ḍh  |        |     |
| ꠔ      | t   | ꠕ      | th  | ꠖ      | d   | ꠗ      | dh  | ꠘ      | n   |
| ꠙ      | p   | ꠚ      | ph  | ꠛ      | b   | ꠜ      | bh  | ꠝ      | m   |
| ꠞ      | r   | ꠟ      | l   | ꠠ      | ṛ   | ꠡ      | s   | ꠢ      | h   |

Konsonantkluster skrivs vanligtvis med ligaturer, dock ej över morfemgränser och som regel inte i arabiska och persiska lånord. I andra fall används hasanta för att markera frånvaron av en vokal.

### Diakritiska tecken
| Tecken | Namn     | Transkription |
| ------ | -------- | ------------- |
| ꠇ ꠂ     | dvisvara | koi           |
| ꠇ꠆      | hasanta  | k             |
| ꠇ ꠋ     | anusvara | kôṅ           |

Tecknet dvisvara används för att skriva diftonger som slutar i ett i. Dessa kan också skrivas med det fristående vokaltecknet ꠁ (i). Det vill säga ꠇꠁ = ꠇꠂ (koi) och ꠇꠥꠁ = ꠇꠥꠂ (kui).